# Pudelnackt in Oberbayern
Pudelnackt in Oberbayern ist eine deutsche Filmkomödie von Hans Albin und dem ungenannten Hans Billian aus dem Jahr 1969.

## Handlung
Im Gasthof zur Post im bayerischen Ort Oberkreuzberg herrscht Leere, als die frisch von der Hotelfachschule kommende Irene Lenz erscheint. Sie wurde von Wirt Martin Oberhauser als neue Kellnerin eingestellt. Die attraktive junge Frau entscheidet sich, den Gasthof umzukrempeln, und lädt die Dorfbewohner für den Abend in den Gasthof ein, wobei die ersten zehn Gäste ihr Essen umsonst bekommen. Am Abend ist das Gasthaus voll. Zu Gast sind neben zahlreichen Männern des Dorfes unter anderem Magd Annemarie und Knecht Sepp vom Sonntalerhof sowie Bürgermeister Weinberger, der kurz vor der Bürgermeisterwahl besonders auf seine Tochter Christel aufpasst. Die hat nämlich Affären mit gleich drei jungen Männern des Dorfes, soll jedoch bis zur Wahl enthaltsam leben. Der Abend wird für den Gasthof ein Erfolg. Die Frauen jedoch sind empört über ihre betrunkenen Männer, und Martin missfällt, wie sehr Irene mit den Gästen flirtet.
Auf dem Sonntalerhof erscheint der neue Bauer Maximilian Sonntaler, der sich als unwissender Stadtmensch entpuppt. Er versucht ungeschickt, Annemarie zu verführen, wird jedoch von ihr abgewiesen. Später flirtet er mit Steffi und Fricki, nur um am Ende mit Josefin, Sepps Freundin, die Nacht zu verbringen. Die verhärmte Ladenbesitzerin Kreszentia, die nur vage von Xaver umgarnt wird, plant unterdessen mit den Frauen des Ortes den Aufstand gegen den Gasthof. Als sie mit Mistgabeln und anderen Dingen bewaffnet den Gasthof stürmen, haben sich die Männer bereits durch die Hintertür in Sicherheit gebracht. Maximilian muss ebenfalls erkennen, dass die Frauen auf dem Dorf nicht mit sich spaßen lassen: So wird er von Josefin, Steffi und Fricki verfolgt und rettet sich zu Annemarie. Die lehnt seinen Heiratsantrag jedoch ab.
Einem Tanzabend, den Irene im Gasthof veranstaltet, bleiben die einheimischen Frauen fern, doch kommen genug Frauen aus den umliegenden Dörfern zum Tanz. Als die Männer am Abend in ihre Häuser zurückkehren wollen, haben ihre Frauen sie ausgesperrt. So kommt es beim Fensterln durch Zimmerneubelegungen zu einigen Missverständnissen. Die Frauen sammeln sich schließlich in Xavers neuer Sauna, wohin auch Männer aus den Nachbarorten geladen werden. Die Ehemänner aus Oberkreuzberg sind empört und marschieren in die Sauna ein, doch machen die Frauen deutlich, dass sie nur ebenso ausschweifend ihren Abend verbringen wie die Männer abendlich im Gasthof. Die Frauen stört es jedoch, dass Anführerin Kreszentia dem Saunagang ferngeblieben ist. Es stellt sich heraus, dass die sittenstrenge Frau die Nacht mit Xaver verbracht hat. Beide heiraten kurz darauf, wobei Kreszentia nach der Feier Besuch von ihrem unehelichen Sohn bekommt, was für Aufsehen sorgt. Unterdessen haben sich weitere Paare gefunden: Irene und Martin, Maximilian und Annemarie, Sepp und Josefin.

## Produktion
Pudelnackt in Oberbayern basiert auf dem gleichnamigen Roman von Peter Ammer aus dem Jahr 1968. Die Kostüme schuf Siegbert Kammerer, die Filmbauten stammen von Heinrich Graf Brühl. Der Film lief am 14. März 1969 in den bundesdeutschen Kinos an, wobei er eine FSK 18 erhielt. Im Dezember 2004 sowie im September 2013 wurde er mit einer FSK 16 auf DVD veröffentlicht.
Am 3. Juli 2015 war Pudelnackt in Oberbayern im Rahmen der Reihe Die schlechtesten Filme aller Zeiten (SchleFaZ) auf Tele 5 im deutschen Fernsehen zu sehen, wobei er von Oliver Kalkofe und Peter Rütten kommentiert wurde.

## Kritik
Für den film-dienst war Pudelnackt in Oberbayern eine „Mischung aus Heimat- und Sexfilm“. Cinema bezeichnete den Film als „[h]armlose Mopsparade“ und fasste zusammen: „Auf der Alm, doa gibt’s oan Schund!“ Auch der Evangelische Film-Beobachter lässt kein gutes Haar an dem Streifen: „Versextes Bauerntheater in geradezu hilflos-ungekonnter Gesamtanlage und Einzelgestaltung. Vor allem deshalb eine Zumutung noch für bescheidenste Ansprüche.“